# Jaderná elektrárna Barsebäck
Jaderná elektrárna Barsebäck byla jaderná elektrárna na pobřeží průlivu Öresund ve Švédsku. Situována je přímo proti dánské Kodani, která je západně přes výše uvedený průliv. 

## Historie a popis
Jaderná elektrárna Barsebäck měla dva varné reaktory (model ABB-II) využívající mírně obohacený uran a chlazené těžkou vodou. Štěpná reakce byla moderována taktéž těžkou vodou.
Provozovatel: Sydsvenska Varmekraft → Barsebäck Kraft AB
Dodavatel: AB AseaAtom

## Reaktory
| Reaktor     | Typ reaktoru              | Výkon [MW] | Výkon [MW]  | Výkon [MW] | Zahájení stavby | Uvedení do provozu | Připojení k síti | Provoz           | Uzavření           |
| Reaktor     | Typ reaktoru              | Tepelný    | Instalovaný | Čistý      | Zahájení stavby | Uvedení do provozu | Připojení k síti | Provoz           | Uzavření           |
| ----------- | ------------------------- | ---------- | ----------- | ---------- | --------------- | ------------------ | ---------------- | ---------------- | ------------------ |
| Barsebäck 1 | varný reaktor(BWR)/ABB-II | 1800       | 615         | 600        | 1. února 1971   | 18. ledna 1975     | 15. května 1975  | 1. července 1975 | 30. listopadu 1999 |
| Barsebäck 2 | varný reaktor(BWR)/ABB-II | 1800       | 615         | 600        | 1. ledna 1973   | 20. února 1977     | 21. března 1977  | 1. července 1977 | 31. května 2005    |

## Zajímavosti
Existuje případová studie na téma krizové komunikace mezi švédskou a dánskou stranou, kdy Švédové použili strategii jednosměrné komunikace (a ta se nesetkala s úspěchem z důvodu ztráty důvěry). Studie naopak poukazuje na vhodnost oboustranné komunikace.